# Jan Hlaváč z Ronova a z Mitrova
Jan Hlaváč z Ronova a z Mitrova (též Hlaváč z Ronova 1380?–1433) byl český šlechtic z rodu Pánů z Ronova a Přibyslavi, vedlejší větve rodu Ronovců, majitel hradu Mitrov, jedna z osobností raného období husitských válek a politik. O jeho rodině víme že měl syna Václava Sturma z Ronova a Mitrova. Jeho žena byla Markéta z Holštejna. Byl nejspíš pohřben v klášteře Žďár nad Sázavou.

## Život
První zmínka pochází z roku 1407 kdy markrabě Jošt daroval hrad Mitrov Janu Hláváčovi. Který držel až do roku 1415, kdy jej prodal Vilému z Pernštejna. Později nastaly o Mitrov spory mezi pány z Ronova a Pernštejny, ale Pernštejnové, v jejichž zájmu mitrovské panství leželo, už hrad nepustili. Jan Hlaváč z Ronova a Mitrova je v roce 1427 zmiňován jako majitel pardubického panství které v roce 1430 prodal, což naznačuje jeho aktivitu v první polovině 15. století. Kolem roku 1416 také získal obec Rožnou a následně prodal Vilémovi z Pernštejna. Další zmínka o jeho životě je z roku 1410 kdy spolu s Bludem z Kralic vpadl do několika vesnic, kde zabavoval dobytek, obilí a zapaloval domy. Tyto činy odpovídají tehdejším praktikám některých šlechticů, kteří využívali vojenské síly k prosazení svých zájmů, což mohlo být vnímáno jako loupeživé jednání. V roce 1421 se vyznamenal proti husitům a bojoval proti nim v bitvě u Tachova. Jeho manželka byla nejspíše Markéta z Holštejna.